# ТЕС Кандела
41°12′5″ пн. ш. 15°28′34″ сх. д. / 41.20139° пн. ш. 15.47611° сх. д.
ТЕС Кандела – теплова електростанція на півдні Італії у регіоні Апулія, провінція Фоджа. Споруджена з використанням технології комбінованого парогазового циклу.
У 2005 році на майданчику станції ввели в експлуатацію один енергоблок номінальною потужністю 360 МВт, котрий має одну газову турбіну потужністю 246 МВт, яка через котел-утилізатор живить одну парову турбіну з показником 131 МВт. Для швидкого запуску також наявні три допоміжні котли. Загальна паливна ефективність блоку становить 55,4%.
Як паливо ТЕС використовує природний газ.
Видалення продуктів згоряння із котла-утилізатора здійснюється через димар висотою 48 метрів, тоді як допоміжні котли мають димарі висотою по 14 метрів.
Зв’язок із енергомережею відбувається по ЛЕП, розрахованій на роботу із напругою 380 кВ.